# 화천우체국
화천우체국(華川郵遞局)은 화천군의 우편 · 금융서비스 업무를 수행하는 강원지방우정청 소속 우체국이다. 강원도 화천군 화천읍 중앙로 29에 있다.

## 기본 정보
- 주소: 강원특별자치도 화천군 화천읍 중앙로 29
- 우편번호: 24126

## 연혁
- 1954년 12월 1일: 주사국으로 개국
- 1971년 12월 15일: 사무관국으로 승격
- 1975년 7월 5일: 1차 청사개축 (현 위치 지상2층)
- 2002년 11월 5일: 현 청사 개축 준공 (지하1층, 지상4층)
- 2012년 4월 19일: 화천풍산우편취급국 폐국[1]
- 2012년 5월 1일: 강원하남우체국을 화천하남우체국으로 명칭 변경[2]

## 관할 우체국
| 우체국명           | 사진 | 주소                                                        | 비고                                                   |
| ------------------ | ---- | ----------------------------------------------------------- | ------------------------------------------------------ |
| 간동우체국         |      | 강원특별자치도 화천군 간동면 간척월명로 307(오음리 612-1)   |                                                        |
| 사내우체국         |      | 강원특별자치도 화천군 사내면 사내로 15(사창리 422-11)       |                                                        |
| 상서우체국         |      | 강원특별자치도 화천군 상서면 영서로 7703(산양리 738-43)     |                                                        |
| 화천봉오우편취급국 |      | 강원특별자치도 화천군 상서면 신월동로 8(봉오1리 492-13번지) |                                                        |
| 화천풍산우편취급국 |      | 강원도 화천군 화천읍 풍산리 205-6                           | 2012년 4월 19일 폐국                                   |
| 화천하남우체국     |      | 강원특별자치도 화천군 하남면 영서로 5495(원천리 760-2)      | 별정우체국 2012년 5월 1일 강원하남우체국에서 명칭 변경 |

## 조직
- 영업과
- 우편물류과
- 경영지도실